# 宫廷剑

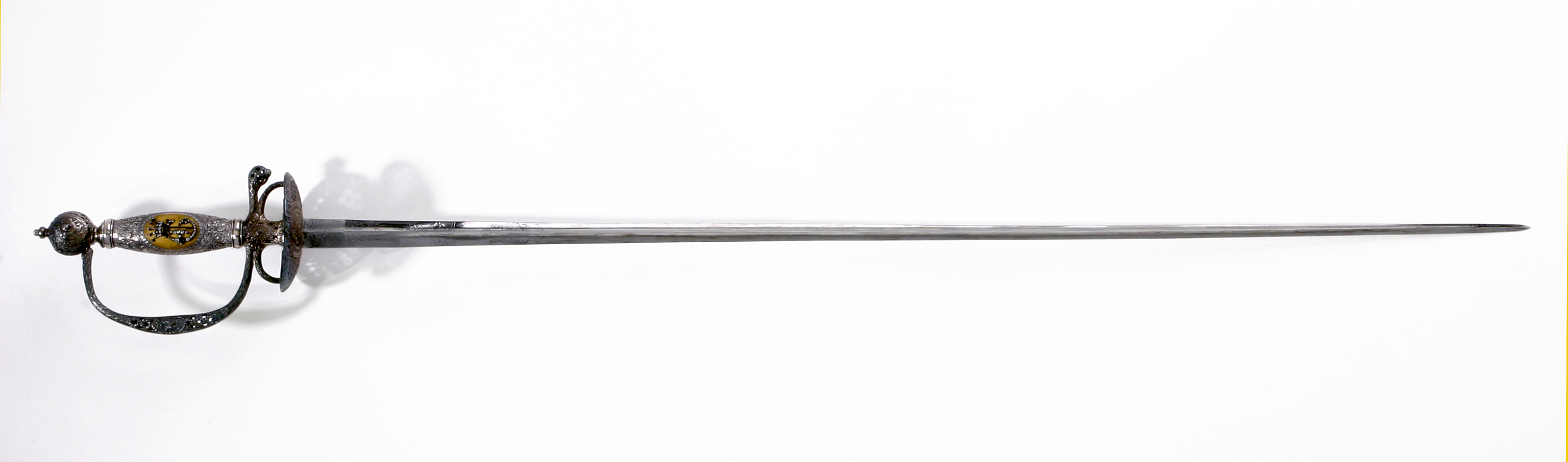
约1760年的一把宫廷剑

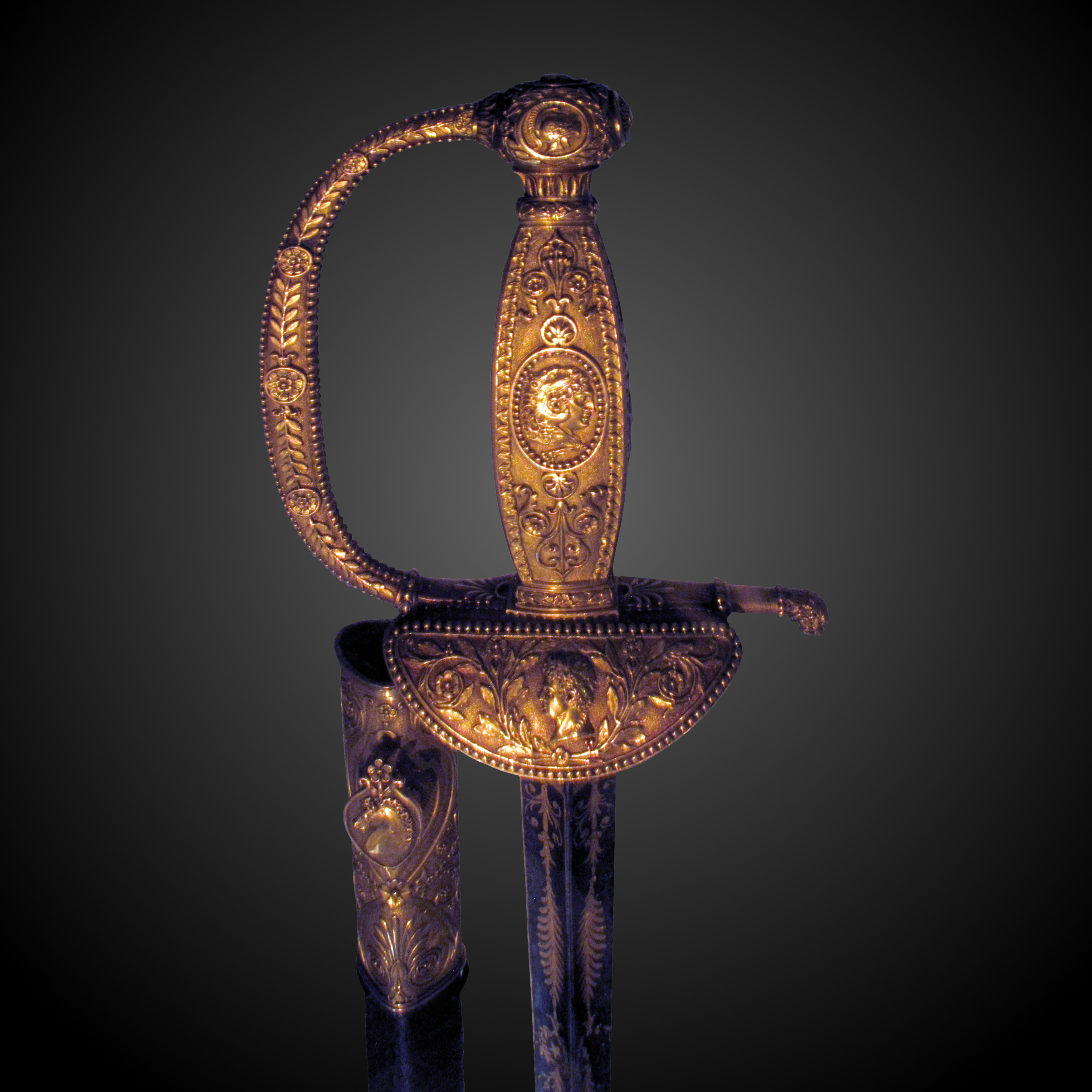
拿破仑一世之剑就是一把宫廷剑，在奧斯特利茨戰役期間拿破仑一世就帶著它上戰場

宫廷剑是一种轻型刀劍，文艺复兴后期，更长更重的护手礼剑逐漸演变成宫廷剑。18世纪，宫廷剑非常流行，當时許多自稱是紳士的人每天都会帶著宫廷剑出門。當時許多步兵军官也會帶著宫廷剑上戰場。後來軍官只在出席儀式時才會帶著宫廷剑。